# PowerDirector
PowerDirector ist eine kommerzielle Videoschnittsoftware und Authoring-Software, die unter dem Betriebssystem Windows läuft. Ausgerichtet ist die Software auf Import/Aufnahme und Korrektur von Videos und Fotos, sowie Videobearbeitung, Authoring und dem Brennen von DVDs und Blu-ray Discs. High-Definition Formate (wie AVCHD, Blu-ray Discs) werden in der Ultra-Version durchgängig unterstützt.

## Funktionen

### Unterstützte Formate
| Audio  | .mp3, .wav, .wma, Audio-CD                                                                            |
| Bilder | .bmp, .jpg, .jpeg, .gif, .tif, .tiff, .png                                                            |
| Video  | .AVCHD, .mpg, .mpeg, .avi, .dat, .wmv, .asf, .vob, .dvr-ms, .mod, .tod, .tpd, .m2ts, .mts, .mp4, .mov |

| Aufnahme | AVCHD, DV-AVI, MPEG-1, MPEG-2, HD MPEG-2, DivX |

| Disc-Typ                         | Video-Disc-Format        |
| -------------------------------- | ------------------------ |
| Blu-ray Disc                     | BDAV, BDMV               |
| DVD-R, DVD-R DL, DVD+R, DVD+R DL | DVD-Video, AVCHD         |
| DVD-RW                           | DVD-Video, DVD-VR, AVCHD |
| DVD+RW                           | DVD-Video, DVD+VR, AVCHD |
| DVD-RAM                          | DVD-VR                   |
| CD-R, CD-RW                      | VCD, SVCD                |

### Videobearbeitung
Mit folgenden Features lassen sich Videos mit PowerDirector bearbeiten:
- Videoeffekte
- Übergänge zwischen Videoclips
- 6 unabhängige Spuren für Bild im Bild (PiP) Objekte, die über ein Hintergrundvideo oder -foto gelegt werden
- Sprechblasen mit frei einfügbarem Text
- Größeneinstellbarer Arbeitsbereich (Zeitleiste, Vorschau und Effektdatenbank)
- Aufnahme von Sound, Audio-Mixing
- Szenenerkennung und Setzen von Kapiteln, um ein Video in mehrere Szenen zu schneiden (automatisch oder manuell)
- Untertitel-Einstellungen (Dateien können importiert oder selbst erstellt werden)
- AB Cut, ermöglicht es, die Enden eines Clips zu entfernen oder eine Szene aus der Mitte herauszuschneiden und den Rest zu behalten
- Zusammenfügen von mehreren Videosclips zu einem einzigen Video
- Die Schneidefunktion macht aus einem langen Video mehrere Videoclips, die danach einzeln bearbeitet werden können

### Online-Community
Anwender können mit PowerDirector eigene Bild-im-Bild-Objekte und DVD-Menüvorlagen erstellen. Diese können auf Director Zone geladen und Benutzern anderer CyberLink-Anwendungen zur Verfügung gestellt werden. Von dort lassen sich ebenfalls Vorlagen Anderer herunterladen und bewerten.